# Lennart Augustsson
Åke Lennart Augustsson, född 5 maj 1940 i Jönköping, är en svensk före detta handbollsmålvakt. Lennart var en av målvakterna som ingick i den svenska truppen som tog silver vid världsmästerskapet 1964 i Tjeckoslovakien. Han spelade 7 landskamper 1963 till 1967. Sverige förlorade finalen med 22-25 mot Rumänien. Lennart spelade under nästan hela sin elitseriekarriär för Jönköpingsklubben IK Tord.1967 bytte han klubb till KFUM Borås men efter två spelade år där var han sedan ett år för Hallby IF men lämnade klubben 1970. Lennart är mer känd som "Pyllen" ett smeknamn han haft sedan tonåren. Efter karriären var han handbollstränare och veteranhandbollsspelare.